# Nabla (bướm đêm)
Nabla là một chi bướm đêm thuộc họ Geometridae.